# Massimo Bertolini
Massimo Bertolini (n. 30 de mayo de 1974 en Venecia, Italia) es un exjugador profesional de tenis italiano. En su carrera conquistó 2 título de dobles (ambos junto al sueco Simon Aspelin) en 7 finales disputadas y en esta modalidad alcanzó el puesto Nº36 del ranking mundial.

## Títulos

### Dobles
| Leyenda                |
| Grand Slam (0)         |
| Tennis Masters Cup (0) |
| ATP Masters Series (0) |
| ATP Tour (2)           |

| N.º | Fecha | Torneo       | Superficie    | Pareja        | Oponentes en la final          | Resultado     |
| --- | ----- | ------------ | ------------- | ------------- | ------------------------------ | ------------- |
| 1.  | 2003  | Sankt Pölten | Tierra batida | Simon Aspelin | Sargis Sargsian Nenad Zimonjić | 6-4 6-710 6-3 |
| 2.  | 2003  | Båstad       | Tierra batida | Simon Aspelin | Lucas Arnold Ker Mariano Hood  | 6-73 6-0 6-4  |